# 484
484（四百八十四、よんひゃくはちじゅうよん）は自然数、また整数において、483の次で485の前の数である。

## 性質
- 484は合成数であり、約数は 1, 2, 4, 11, 22, 44, 121, 242, 484 である。
  - 約数の和は931。
    - 約数の和が奇数になる37番目の数である。1つ前は450、次は512。

  - 約数を9個もつ7番目の数である。1つ前は441、次は676。
- 484 = 222
  - 22番目の平方数である。1つ前は441、次は529。
  - n = 2 のときの 22n の値とみたとき1つ前は22、次は10648。
  - 484 = (2 × 11)2
    - n = 11 のときの (2n)2 の値とみたとき1つ前は400、次は576。(オンライン整数列大辞典の数列 A016742)

  - 484 = 22 × 112
    - 2つの異なる素因数の積で p2 × q2 の形で表せる6番目の数である。1つ前は441、次は676。(オンライン整数列大辞典の数列 A085986)

  - 484 = 1 × 2 × 11 × 22
    - 22 の約数の積で表せる数である。1つ前は441、次は23。(オンライン整数列大辞典の数列 A007955)
- 58番目の回文数である。1つ前は474、次は494。
  - 5番目の回文平方数である。1つ前は121、次は676。また1桁の数を除けば2番目の回文平方数である。
  - 484 = 2 × 2 × 121
    - 3つの回文数の積で表せる12番目の回文数である。1つ前は444、次は606。(オンライン整数列大辞典の数列 A078895)
- いかなる N > 8 のN進法で484を表記しても、484は必ず回文平方数になる。これは4 × N2 + 8 × N + 4 = (2N + 2)2 であるため。
- 各位の和が16になる24番目の数である。1つ前は475、次は493。
- 484 = 42 + 122 + 182 = 122 + 122 + 142
  - 3つの平方数の和2通りで表せる113番目の数である。1つ前は483、次は488。(オンライン整数列大辞典の数列 A025322)
  - 484 = 42 + 122 + 182
    - 異なる3つの平方数の和1通りで表せる122番目の数である。1つ前は480、次は498。(オンライン整数列大辞典の数列 A025339)
- 484 = 23 + 23 + 53 + 73
  - 4つの正の数の立方数の和で表せる120番目の数である。1つ前は479、次は486。(オンライン整数列大辞典の数列 A003327)
- 3桁以上の数で最大桁と最小桁で作る数で元の数を割り切れる55番目の数である。1つ前は480、次は495。(オンライン整数列大辞典の数列 A108343)
例．484 ÷ 44 = 11
  - 48…84 の形の数はすべて44の倍数である。(例．48…84 = 11…11 × 44)

## その他 484 に関連すること
- 国鉄モハ484形電車
- 484のブルースは、1968年に歌手・木立じゅんがリリースした曲。
- 車輪配置 4-8-4